# Antegibbaeum
Genre
Classification phylogénétique
Antegibbaeum Schwantes ex C.Weber est un genre de plante de la famille des Aizoaceae.
Antegibbaeum Schwantes ex H.Wulff, in Bot. Arch. 45: 154 (1944) [sine descr.] ; Schwantes ex C.Weber, in Baileya 16: 10 (1968) [cum descr.]
Type : Antegibbaeum fissoides (Haw.) C.Weber (Mesembryanthemum fissoides Haw.)

## Liste des espèces
Antegibbaeum Schwantes ex H.Wulff est, à ce jour, un genre monotype.
- Antegibbaeum fissoides (Haw.) C.Weber